# Turniej o Srebrny Kask 1980
Turniej o Srebrny Kask 1980 w sporcie żużlowym – coroczny turniej żużlowy organizowany przez Polski Związek Motorowy. Piętnasty finał odbywał się w Zielonej Górze, gdzie wygrał Maciej Jaworek.

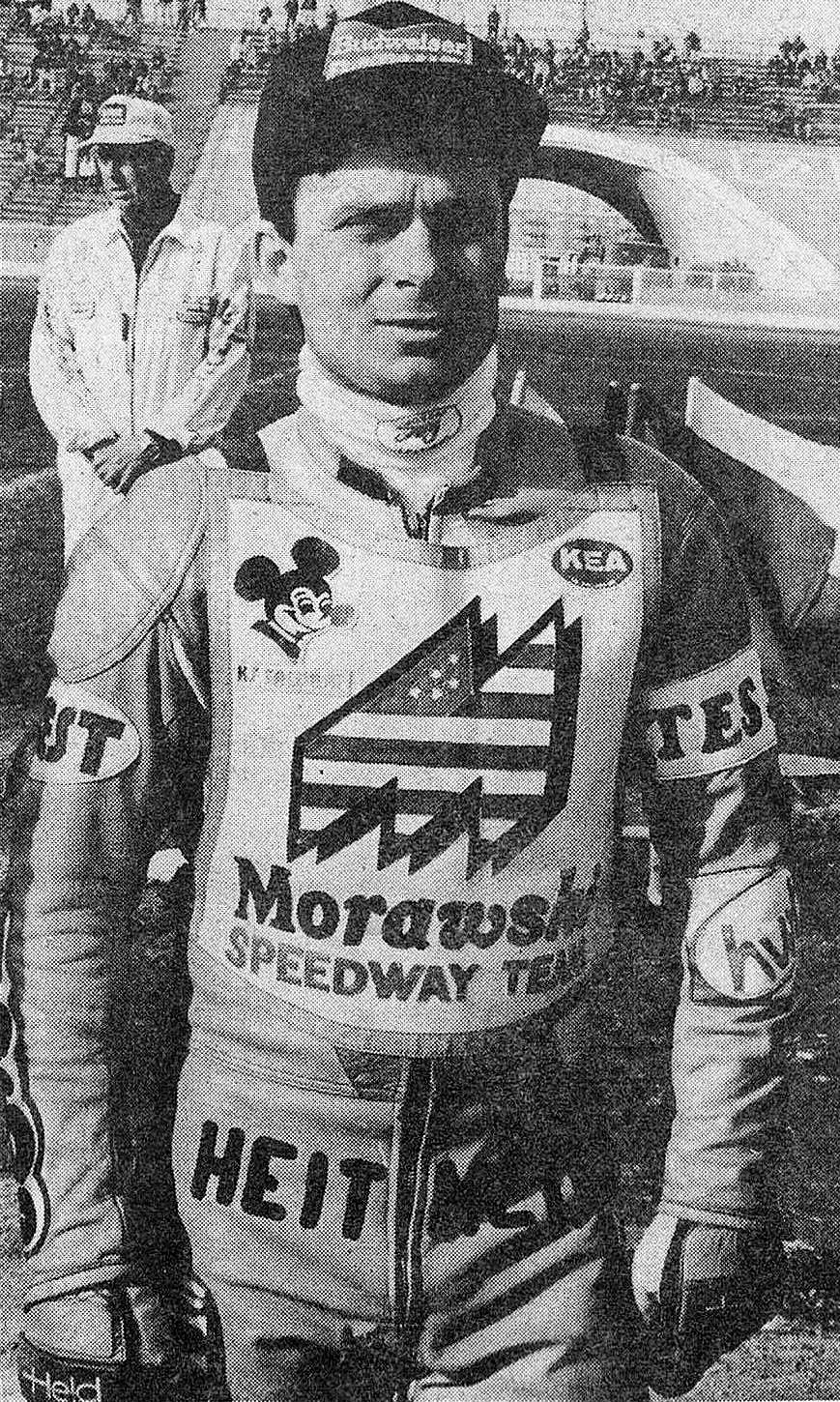
Maciej Jaworek - zdobywca SK 1980

## Finał
- 2 października 1980 r. (czwartek), Zielona Góra

| Msc. | Zawodnik              | Klub                 | Pkt  |             |  |
| ---- | --------------------- | -------------------- | ---- | ----------- |  |
| 1    | Maciej Jaworek        | Falubaz Zielona Góra | 14+3 | (3,2,3,3,3) |  |
| 2    | Marek Kępa            | Motor Lublin         | 14+2 | (2,3,3,3,3) |  |
| 3    | Wojciech Żabiałowicz  | Apator Toruń         | 12   | (2,1,3,3,3) |  |
| 4    | Jan Krzystyniak       | Falubaz Zielona Góra | 11   | (3,3,3,2,d) |  |
| 5    | Krzysztof Kwiatkowski | Apator Toruń         | 10   | (2,2,1,2,3) |  |
| 6    | Grzegorz Sterna       | Unia Leszno          | 9    | (1,3,2,2,1) |  |
| 7    | Bronisław Klimowicz   | ROW Rybnik           | 8    | (3,2,1,0,2) |  |
| 8    | Piotr Brachmański     | ROW Rybnik           | 7    | (1,2,1,1,2) |  |
| 9    | Henryk Olszak         | Falubaz Zielona Góra | 6    | (3,3,u,-,-) |  |
| 10   | Mirosław Berliński    | Wybrzeże Gdańsk      | 6    | (1,0,0,3,2) |  |
| 11   | Henryk Jasek          | Sparta Wrocław       | 6    | (0,1,2,1,2) |  |
| 12   | Krzysztof Głowacki    | Polonia Bydgoszcz    | 5    | (2,1,2,d.-) |  |
| 13   | Grzegorz Dzikowski    | Wybrzeże Gdańsk      | 3    | (0,1,0,1,1) |  |
| 14   | Stanisław Kępowicz    | Unia Tarnów          | 2    | (1,0,0,0,1) |  |
| 15   | Zdzisław Rutecki      | GKM Grudziądz        | 0    | (w,u,0,0,u) |  |
| 16   | Marek Kowalski        | Unia Leszno          | 0    | (0,u,-,-,-) |  |
|      | rez. Herbert Karwat   | Kolejarz Opole       | 4    | (2,2,0)     |  |
|      | rez. Krystian Fros    | Śląsk Świętochłowice | 3    | (1,1,1,0)   |  |